# Marcos Patronelli
Marcos Patronelli (Las Flores, 1º febbraio 1980) è un pilota motociclistico argentino, specializzato nei rally raid alla guida dei quad.
Ha vinto tre edizioni del Rally Dakar (2010, 2013 e 2016). È il fratello di Alejandro Patronelli, anche lui vincitore del rally nella stessa categoria.

## Biografia
Dopo i due podi al Rally Dakar (2009 e 2010), nel novembre 2010 resta gravemente ferito in un incidente di gara, che ne pregiudica la possibilità di difendere il titolo nell'edizione 2011 del rally raid sudamericano, pur presentandosi al via, è costretto presto al ritiro.
Nel 2012 ottiene il secondo posto nella classifica del Rally, alle spalle del fratello Alejandro. L'anno seguente bissa il successo del 2011, ritirandosi invece nel 2014 durante la terza tappa; torna alla vittoria due anni dopo.

## Palmarès
2009
- al Rally Dakar su Yamaha - Quad

2010
- al Rally Dakar su Yamaha - Quad
- al Rally dei Faraoni su Yamaha - Quad

2012
- al Rally Dakar su Yamaha - Quad

2013
- al Rally Dakar su Yamaha - Quad

2016
- al Rally Dakar su Yamaha - Quad